# Володино (Раменский район)
Володино — деревня в Раменском муниципальном районе Московской области. Входит в состав сельского поселения Новохаритоновское. Население — 350 чел. (2010).

## География
Деревня Володино расположена в восточной части Раменского района, примерно в 15 км к востоку от города Раменское. Высота над уровнем моря 139 м. Рядом с деревней протекает река Дорка. В деревне 4 улицы —Центральная, Молодёжная, Новая и Художников. Ближайший населённый пункт — село Новохаритоново.

## История
В 1926 году деревня являлась центром Володинского сельсовета Гжельской волости Бронницкого уезда Московской губернии.
С 1929 года — населённый пункт в составе Раменского района Московского округа Московской области.
До муниципальной реформы 2006 года деревня входила в состав Новохаритоновского сельского округа Раменского района.

## Население
| 1926 | 2002 | 2010 |
| ---- | ---- | ---- |
| 430  | ↘332 | ↗350 |

В 1926 году в деревне проживало 430 человек (184 мужчины, 246 женщин), насчитывалось 96 хозяйств, из которых 82 было крестьянских. По переписи 2002 года — 332 человека (150 мужчин, 182 женщины).